# Rotherham United Football Club 2016-2017
Questa voce raccoglie le informazioni riguardanti il Rotherham United Football Club nelle competizioni ufficiali della stagione 2016-2017.

## Rosa

### Rosa 2016-2017
| N. |                             | Ruolo | Calciatore          |
| -- | --------------------------- | ----- | ------------------- |
| 1  | Irlanda del Nord (bandiera) | P     | Lee Camp            |
| 2  | Irlanda (bandiera)          | D     | Stephen Kelly       |
| 3  | Inghilterra (bandiera)      | D     | Joseph Mattock      |
| 4  | Inghilterra (bandiera)      | C     | Will Vaulks         |
| 5  | Scozia (bandiera)           | D     | Kirk Broadfoot      |
| 6  | Inghilterra (bandiera)      | D     | Richard Wood        |
| 7  | Irlanda (bandiera)          | C     | Anthony Forde       |
| 8  | Irlanda (bandiera)          | C     | Lee Frecklington    |
| 9  | Inghilterra (bandiera)      | A     | Danny Ward          |
| 10 | Inghilterra (bandiera)      | C     | Jake Forster-Caskey |
| 11 | Inghilterra (bandiera)      | C     | Jon Taylor          |
| 12 | Galles (bandiera)           | P     | Lewis Price         |
| 14 | Inghilterra (bandiera)      | D     | Dominic Ball        |

| N. |                              | Ruolo | Calciatore           |
| -- | ---------------------------- | ----- | -------------------- |
| 16 | Inghilterra (bandiera)       | D     | Kelvin Wilson        |
| 17 | Inghilterra (bandiera)       | D     | Darnell Fisher       |
| 19 | Inghilterra (bandiera)       | A     | Jonson Clarke-Harris |
| 20 | Antigua e Barbuda (bandiera) | A     | Dexter Blackstock    |
| 21 | Scozia (bandiera)            | C     | Scott Allan          |
| 22 | Inghilterra (bandiera)       | C     | Joe Newell           |
| 24 | Inghilterra (bandiera)       | C     | Tom Adeyemi          |
| 26 | Tunisia (bandiera)           | D     | Aymen Belaïd         |
| 32 | Nigeria (bandiera)           | A     | Peter Odemwingie     |
| 37 | Inghilterra (bandiera)       | A     | Isaiah Brown         |
| 39 | Inghilterra (bandiera)       | A     | Jerry Yates          |
| 40 | Inghilterra (bandiera)       | D     | Mason Warren         |